# Иогансен, Вильгельм Людвиг
 Вильгельм Людвиг Иогансен (дат. Wilhelm Ludvig Johannsen; 3 февраля 1857, Копенгаген — 11 ноября 1927, там же) — датский биолог, профессор Института физиологии растений Копенгагенского университета, член шведской Академии наук.
Опытами над ячменём и фасолью доказывал неэффективность отбора у самоопыляющихся растений, создал на этой основе закон «о чистых линиях» и опровергал законы Ф. Гальтона (1889, 1897) о частичном наследовании приобретённых признаков. В 1903 году в работе «О наследовании в популяциях и чистых линиях» ввел термин «популяция». В 1909 году в работе «Элементы точного учения наследственности» ввёл термины: «ген», «генотип» и «фенотип».

## Сочинения в русском переводе
- О наследовании в популяциях и чистых линиях, М.—Л., 1935;
- Элементы точного учения об изменчивости и наследственности…, Л., 1933.